# Berghamn, Eckerö

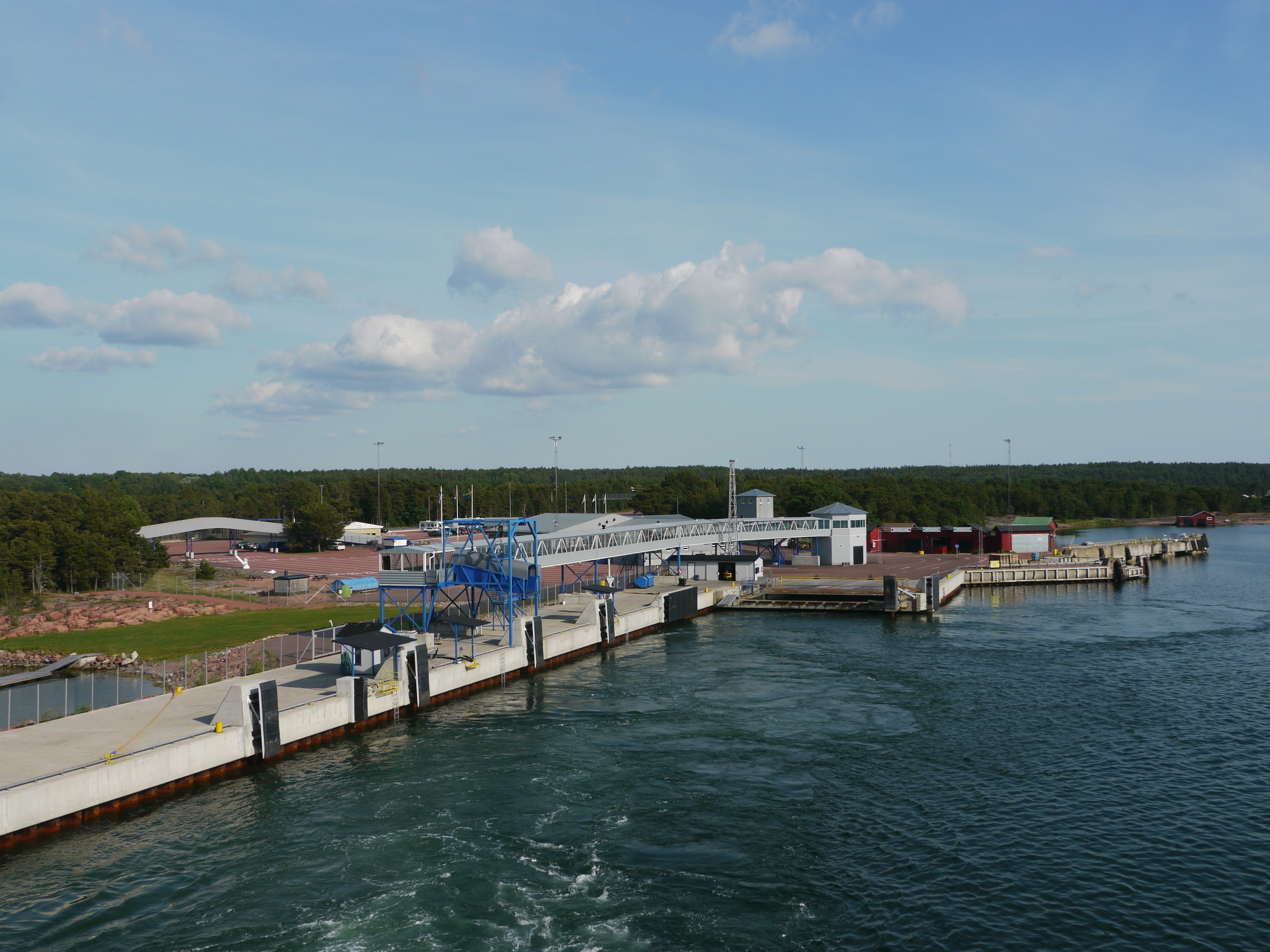
Berghamn där Eckerölinjens färja avgår till Sverige.

Berghamn är en hamn i Eckerö på Åland. Från Berghamn trafikeras Grisslehamn dagligen av rederiet Eckerö Linjen. Färjehamnen började byggas i slutet av 1950-talet inför Eckerö Linjens start.
Enligt statistik från ÅSUB reste eller kryssade 912 935 personer till eller från Berghamn 2014. Det var 26,8% av all taxfree trafik till eller från åländska hamnar.